# James Town
James Town is een plaats (census-designated place) in de Amerikaanse staat Wyoming, en valt bestuurlijk gezien onder Sweetwater County.

## Demografie
Bij de volkstelling in 2000 werd het aantal inwoners vastgesteld op 552.

## Geografie
Volgens het United States Census Bureau beslaat de plaats een oppervlakte van 22,1 km², waarvan 21,6 km² land en 0,5 km² water.

## Plaatsen in de nabije omgeving
De onderstaande figuur toont nabijgelegen plaatsen in een straal van 68 km rond James Town.